# Vận tốc của tiền tệ

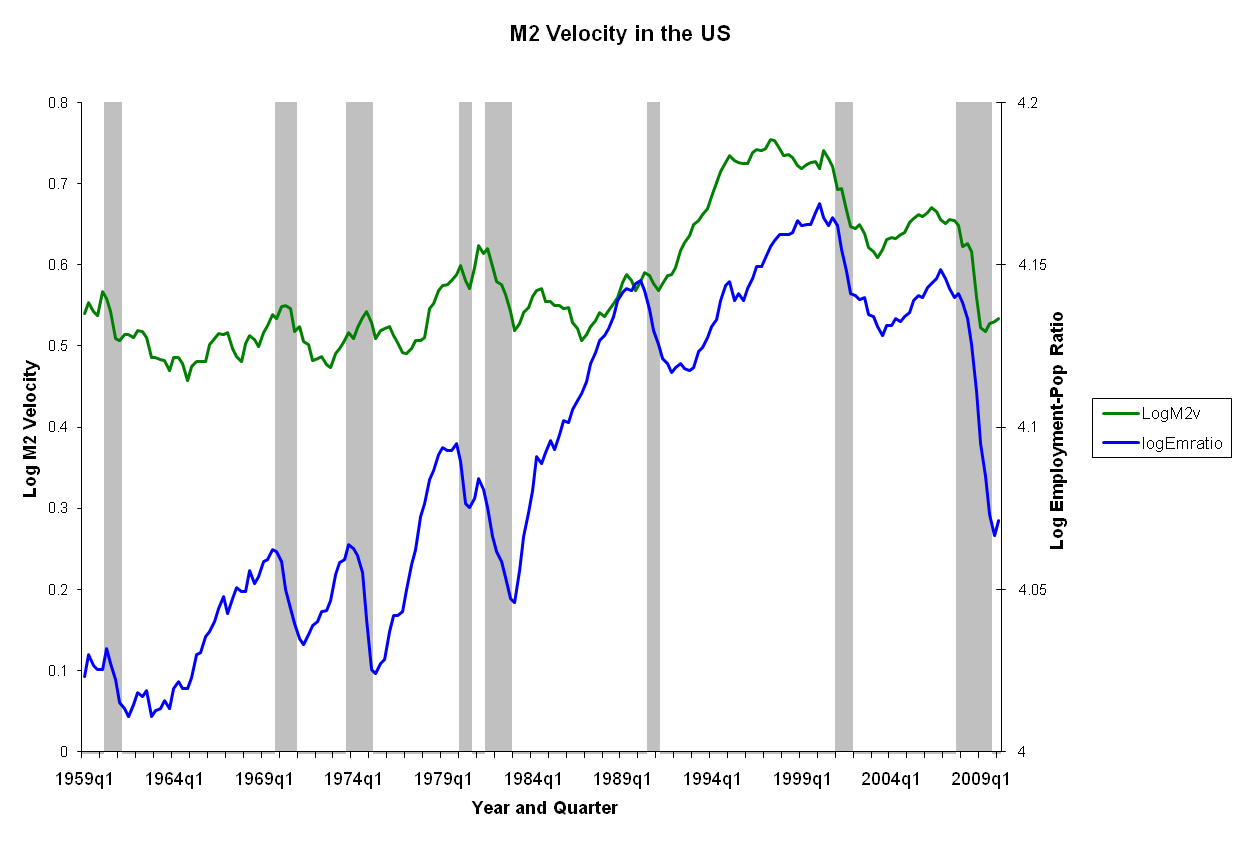
Biểu đồ thể hiện bản ghi lại vận tốc (màu xanh lá) của M2, được tính bằng cách chia GDP danh nghĩa cho cổ phiếu M2 (M1 cộng với tiền gửi có kỳ hạn), 1959–2010. Tỷ lệ có việc làm được biểu thị bằng màu xanh và các giai đoạn suy thoái kinh tế được biểu thị bằng các cột màu xám.

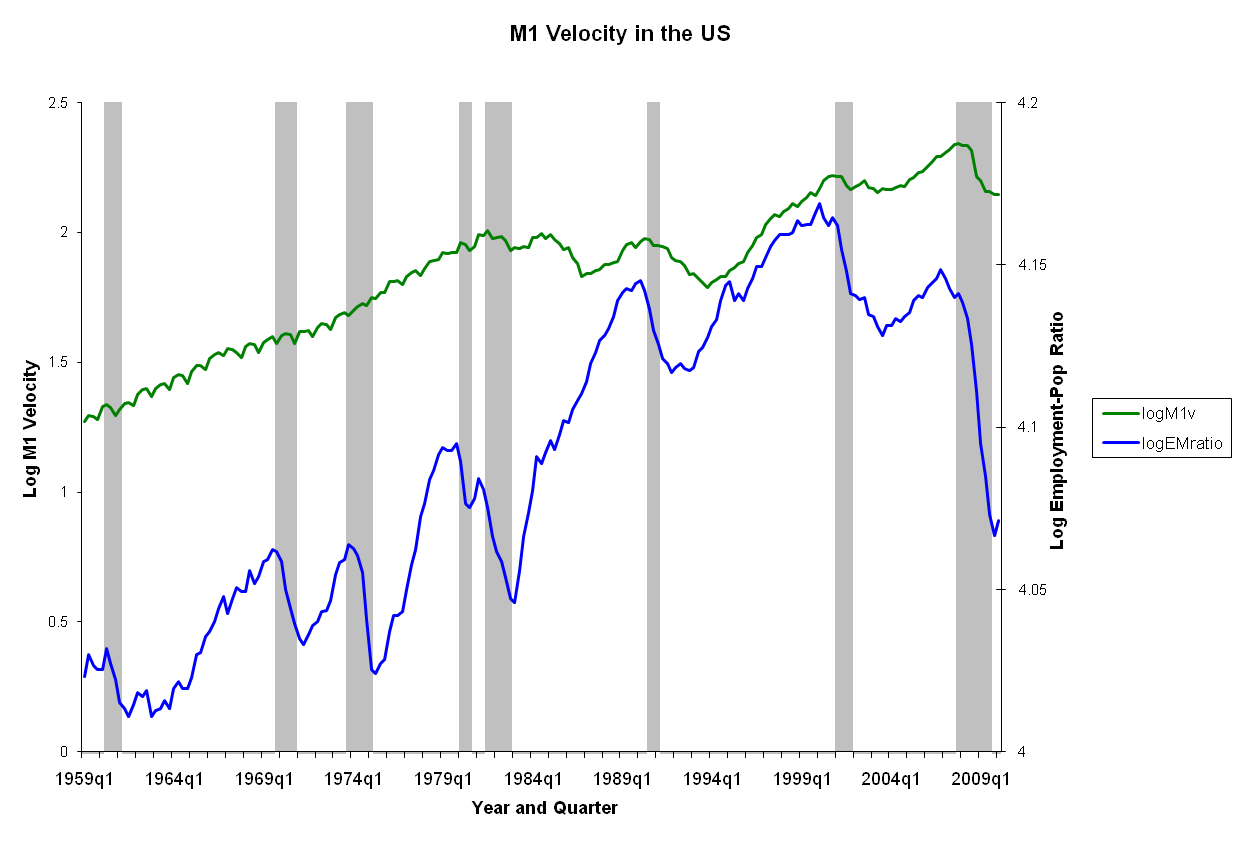
Biểu đồ tương tự thể hiện vận tốc được ghi lại (màu xanh lá cây) của thước đo tiền hẹp M1 của tiền bao gồm tiền mặt và tiền gửi lưu động, 1959–2010.

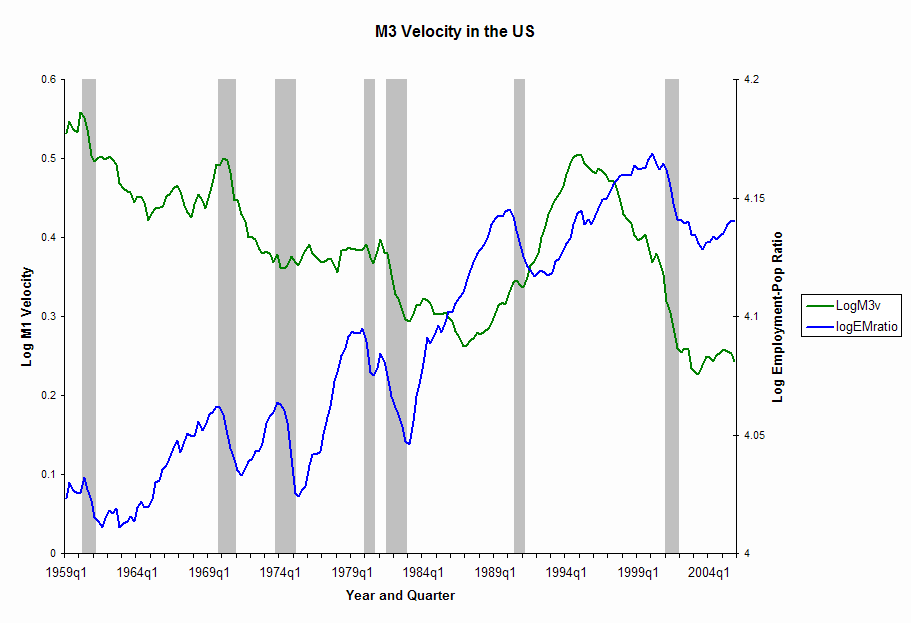
Biểu đồ tương tự cho thấy vận tốc đã ghi lại (màu xanh lá cây) của thước đo tiền rộng M3 bao gồm M2 cộng với các khoản tiền gửi vào tổ chức. Hoa Kỳ không còn công bố thước đo chính thức của M3, do đó biểu đồ chỉ xuất hiện đến năm 2005.

Vận tốc của tiền tệ đo lường số lần mà trung bình một đơn vị tiền tệ được trao tay để chi trả cho các hàng hóa và dịch vụ trong một khoảng thời gian nhất định. Khái niệm này liên quan quy mô hoạt động kinh tế với lượng cung tiền nhất định, và tốc độ trao đổi tiền là một trong những biến số xác định lạm phát. Thước đo vận tốc của tiền tệ thường là tỷ lệ tổng sản lượng quốc gia (GNP) so với cung tiền của một quốc gia.
Nếu tốc độ của tiền tệ ngày càng tăng, thì những giao dịch giữa các cá nhân đang diễn ra một cách thường xuyên hơn. Vận tốc của tiền tệ thay đổi theo thời gian và bị ảnh hưởng bởi nhiều loại yếu tố. The velocity of money changes over time and is influenced by a variety of factors.

## Ví dụ minh họa
Ví dụ, nếu trong một nền kinh tế nhỏ, một người nông dân và một thợ cơ khí mua các hàng hóa và dịch vụ mới của nhau chỉ với 50 đô mỗi người trong ba thương vụ mua bán suốt một năm
- Người nông dân trả thợ cơ khí 50 đô cho dịch vụ sửa chữa máy kéo.
- Thợ cơ khí mua ngô với giá 40 đô từ người nông dân.
- Thợ cơ khí mua những con mèo nông trại với giá 10 đô từ người nông dân.

sau đó 100 đô đã trao tay trong vòng một năm, mặc dù chỉ có 50 đô trong nền kinh tế nhỏ bé này. Mức 100 đô đó có thể xảy ra vì mỗi đô la được chi tiêu cho các hàng hóa và dịch vụ mới trung bình hai lần một năm tương ứng với vận tốc là 2 / năm. Cần lưu ý rằng nếu người nông dân đã mua một chiếc máy kéo cũ từ thợ cơ khí hoặc làm quà tặng cho người thợ cơ khí, nó sẽ không được tính là tử số của vận tốc vì giao dịch đó không thuộc tổng sản phẩm quốc nội (GDP) trong nền kinh tế nhỏ bé này.

## Mối quan hệ với cầu tiền
Vận tốc của tiền tệ cung cấp một cái nhìn khác về cầu tiền. Với luồng giao dịch danh nghĩa sử dụng tiền, nếu lãi suất của các loại tài sản tài chính thay thế cao thì mọi người sẽ không muốn giữ nhiều tiền mặt bằng với số lượng giao dịch của họ — họ cố gắng đổi tiền lấy hàng hóa hoặc các tài sản tài chính khác, và tiền được cho là " chẳng bao giờ giữ được lâu trong túi" và tốc độ chuyển tiền cao. Tình huống này chính xác là một trong những nguyên nhân khiến nhu cầu về tiền thấp. Ngược lại, chi phí cơ hội thấp thì vận tốc của tiền thấp và cầu tiền cao. Cả hai tình huống đều góp phần ảnh hưởng đến tính chất biến đổi theo thời gian của cầu tiền. Ở trạng thái cân bằng thị trường tiền tệ, các biến kinh tế (lãi suất, thu nhập hoặc mức giá) đã được điều chỉnh để cân bằng cầu tiền và cung tiền.
Mối quan hệ định lượng giữa vận tốc và cầu tiền được cho là Vận tốc = Giao dịch danh nghĩa (tuy nhiên được xác định) chia cho Cầu tiền danh nghĩa.

## Thước đo gián tiếp
Thực tế, những nỗ lực để đo vận tốc của tiền tệ thường là gián tiếp. Tốc độ giao dịch có thể được tính như
{\displaystyle V_{T}={\frac {PT}{M}}}
trong đó
{\displaystyle V_{T}\,} là vận tốc của tiền tệ đối với tất cả giao dịch trong một khoảng thời gian nhất định;
{\displaystyle P\,} là mức giá;
{\displaystyle T\,} là tổng giá trị thực tế của các giao dịch trong một khoảng thời gian nhất định;
{\displaystyle M\,} là trung bình tổng lượng tiền danh nghĩa lưu thông trong nền kinh tế (tham khảo "Cung tiền" để biết thêm chi tiết)
Theo đó {\displaystyle PT} là tổng số lượng giao dịch danh nghĩa mỗi giai đoạn.
Giá trị của {\displaystyle PT} và {\displaystyle M} thực hiện phép tính {\displaystyle V_{T}}.
Tương tự, tốc độ thu nhập tiền tệ có thể được trình bày là
{\displaystyle V={\frac {PQ}{M}}}
trong đó
{\displaystyle V\,} là tốc độ các giao dịch được tính vào sản phẩm quốc gia hoặc sản phẩm nội địa;
{\displaystyle Q\,} là chỉ số chi tiêu thực tế (đối với hàng hóa và dịch vụ mới được sản xuất)
{\displaystyle PQ\,} là sản phẩm quốc gia hoặc sản phẩm nội địa danh nghĩa.

## Yếu tố quyết định
Các yếu tố quyết định và kết quả ổn định của vận tốc tiền tệ là một chủ đề gây tranh cãi trong các trường phái tư tưởng kinh tế. Những người ủng hộ thuyết số lượng tiền có xu hướng cho rằng vận tốc tiền tệ sẽ ổn định và được xác định theo kỹ thuật trong trường hợp không có những kỳ vọng về lạm phát hoặc giảm phát, và những kỳ vọng đó thường sẽ không phát sinh nếu không có tín hiệu nào cho thấy tổng giá cả đã thay đổi hoặc sẽ thay đổi.
Yếu tố quyết định này đã được xem xét kỹ lưỡng trong giai đoạn 2020-2021 khi mức cung tiền M1 và M2 tăng ở mức biến động trong khi Vận tốc của M1 và M2 giảm đến một mức thấp mới ổn định với tỷ lệ 1,10. Trong khi lãi suất vẫn ổn định theo Lãi suất liên bang, nền kinh tế đang tiết kiệm nhiều M1 và M2 hơn là tiêu dùng với kỳ vọng rằng lãi suất tiêu chuẩn của Fed tăng thêm 0,50% từ mức thấp nhất trong lịch sử. Trong khoảng thời gian này, lạm phát đã tăng lên mức cao mới trong thập kỷ mà không theo vận tốc của tiền tệ.

## Chỉ trích
Trong một bức thư gửi Henry Hazlitt năm 1968, Ludwig von Mises đã nói rằng: "Sự thiếu sót chính của khái niệm vận tốc lưu thông là nó không bắt đầu từ hành động của các cá nhân, mà nó nhìn nhận vấn đề dưới góc độ của toàn hệ thống kinh tế. Bản thân khái niệm này là một phương thức sai sót trong việc tiếp cận vấn đề về giá cả và sức mua. Người ta cho rằng khi những thứ khác ngang nhau, giá cả phải thay đổi tương ứng với những thay đổi xảy ra trong tổng cung tiền hiện có. Điều này là không đúng."